# Turn- und Sportverein Unterhaching 1910
Il Turn- und Sportverein Unterhaching 1910 è una società pallavolistica maschile tedesca con sede a Unterhaching: milita nel campionato di 1. Bundesliga.

## Rosa 2019-2020
| N° | Nome              | Ruolo | Data di nascita   | Nazionalità sportiva |
| -- | ----------------- | ----- | ----------------- | -------------------- |
| 1  | Florian Ringseis  | L     | 9 luglio 1992     | Austria              |
| 2  | Jordan Richards   | S     | 25 settembre 1993 | Australia            |
| 3  | Jerome Cross      | O     | 24 febbraio 1996  | Canada               |
| 5  | Paulo da Silva    | O     | 12 maggio 1986    | Brasile              |
| 6  | Danilo Gelinski   | P     | 13 marzo 1990     | Brasile              |
| 7  | Dmitrij Shavrak   | S     | 7 ottobre 1991    | Ucraina              |
| 8  | Sašo Štalekar     | C     | 3 maggio 1996     | Slovenia             |
| 9  | Tommi Siirilä     | C     | 5 agosto 1993     | Finlandia            |
| 11 | Pedro Francês     | C     | 30 giugno 1989    | Brasile              |
| 12 | Jérôme Clere      | S     | 2 agosto 1990     | Francia              |
| 14 | Douglas da Silva  | C     | 24 settembre 1983 | Brasile              |
| 15 | Niklas Kronthaler | S     | 14 maggio 1994    | Austria              |
| 16 | Daniel Koncal     | P     | 16 settembre 1982 | Slovacchia           |

## Palmarès
- Coppa di Germania: 4

2008-09, 2009-10, 2010-11, 2012-13